# Alès Agglomération (vor 2017)
Die Alès Agglomération (vor 2017) ist ein ehemaliger französischer Gemeindeverband mit der Rechtsform einer Communauté d’agglomération im Département Gard in der Region Okzitanien. Sie wurde am 11. Oktober 2012 gegründet und umfasste 50 Gemeinden. Der Verwaltungssitz befand sich in der Stadt Alès.

## Historische Entwicklung
Mit Wirkung vom 1. Januar 2017 fusionierte der Gemeindeverband mit der
- Communauté de communes du Pays Grand Combien,
- Communauté de communes Vivre en Cévennes sowie
- Communauté de communes des Hautes Cévennes

und bildete so die gleichnamige Nachfolgeorganisation Alès Agglomération. Trotz der Namensgleichheit handelt es sich um eine Neugründung mit anderer Rechtspersönlichkeit.

## Mitgliedsgemeinden
1. Alès
2. Anduze
3. Bagard
4. Boisset-et-Gaujac
5. Boucoiran-et-Nozières
6. Bouquet
7. Brignon
8. Brouzet-lès-Alès
9. Castelnau-Valence
10. Corbès
11. Cruviers-Lascours
12. Deaux
13. Euzet
14. Générargues
15. Lézan
16. Martignargues
17. Massanes
18. Massillargues-Attuech
19. Méjannes-lès-Alès
20. Mialet
21. Mons
22. Monteils
23. Ners
24. Les Plans
25. Ribaute-les-Tavernes
26. Saint-Bonnet-de-Salendrinque
27. Saint-Césaire-de-Gauzignan
28. Saint-Christol-lez-Alès
29. Sainte-Croix-de-Caderle
30. Saint-Étienne-de-l’Olm
31. Saint-Hilaire-de-Brethmas
32. Saint-Hippolyte-de-Caton
33. Saint-Jean-de-Ceyrargues
34. Saint-Jean-de-Serres
35. Saint-Jean-du-Gard
36. Saint-Jean-du-Pin
37. Saint-Just-et-Vacquières
38. Saint-Martin-de-Valgalgues
39. Saint-Maurice-de-Cazevieille
40. Saint-Paul-la-Coste
41. Saint-Privat-des-Vieux
42. Saint-Sébastien-d’Aigrefeuille
43. Salindres
44. Servas
45. Seynes
46. Soustelle
47. Thoiras
48. Tornac
49. Vabres
50. Vézénobres